# Da qui all'eternità
Da qui all'eternità (From Here to Eternity) è un film del 1953 diretto da Fred Zinnemann, tratto dall'omonimo romanzo di James Jones del 1951.

## Trama

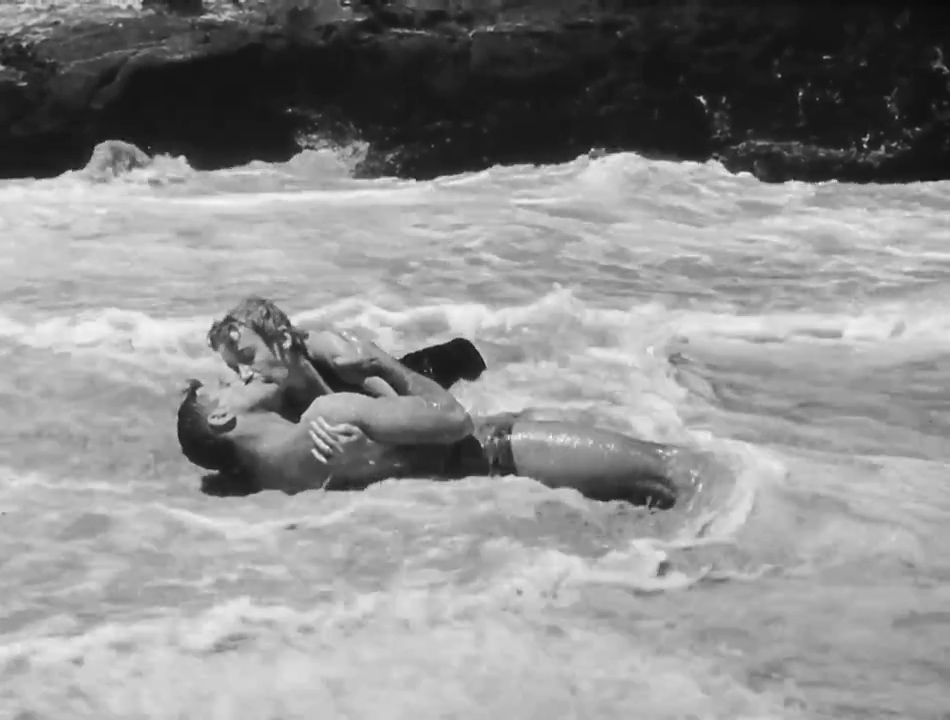
Burt Lancaster e Deborah Kerr nella scena del bacio nella risacca

Oahu, 1941. Il soldato semplice Robert "Prew" Prewitt, un trombettista, viene trasferito dal Bugle Corps a Fort Shafter. Il capitano Dana Holmes sapendo della sua ex-carriera di pugile cerca di convincerlo a partecipare al torneo di boxe del reggimento promettendogli una promozione in caso di vittoria ma lui rifiuta per ragioni che preferisce tacere. Sperando che il soldato ceda, Holmes e il sergente Milton Warden fanno di tutto per rendere difficile la vita a Prew che è sostenuto dal suo unico amico, Angelo Maggio.
Warden inizia una relazione con Karen, la trascurata moglie di Holmes. Il matrimonio è infelice e spesso entrambi hanno altre relazioni. Karen rivela a Warden di non poter avere più bambini dopo che il suo primo figlio era nato morto perché il marito, ubriaco, non l'aveva portata in ospedale. Nel frattempo Prew e Maggio vanno in un club privato dove il trombettista conosce la prostituta Lorene, della quale si innamora, venendo ricambiato. A lei rivela perché si rifiuta di salire di nuovo sul ring: durante un match aveva reso cieco il suo avversario. Intanto Maggio inizia a litigare con l'arrogante sergente Judson arrivando quasi alle mani, e quando il sergente fa un commento offensivo sulla sorella di Maggio i due rischiano di uccidersi a vicenda finché non interviene Warden.
Karen chiede a Warden di diventare ufficiale cosicché possano sposarsi. Warden accetta, benché gli ufficiali non gli siano mai piaciuti, e comincia a simpatizzare un po' con Prew concedendogli una serata in libera uscita. Il soldato naturalmente ne approfitta per vedersi con Lorene che gli rivela di chiamarsi in realtà Alma Burke e che il nome Lorene è stato deciso dalla proprietaria del locale. Maggio irrompe nel bordello benché gli fosse stato assegnato il turno di guardia, Prew cerca di riportarlo alla base, ma l'amico viene arrestato e condannato a sei mesi da scontare nel carcere militare, dove ritrova proprio il sergente Judson che ne approfitta per vendicarsi maltrattandolo. Nel frattempo Prew viene provocato dal sergente Ike Galovitch, che comincia   a picchiarlo finché Prew reagisce e lo stende. Holmes inizialmente lo accusa e sta anche per punirlo, ma gli altri lo difendono accusando Galovitch che però non viene punito da Holmes. Il capitano sarà costretto a dimettersi per non aver fermato prima la lotta e per essere rimasto a guardare. Holmes deve quindi rientrare negli Stati Uniti d'America costringendo la moglie a partire con lui. Warden non ha voluto chiedere di diventare ufficiale perciò lui e Karen sono costretti a dirsi addio, a malincuore.
Una sera Maggio riesce a fuggire dalla prigione, ma è gravemente ferito per le violenze subite da Judson e muore fra le braccia di Prew davanti a Warden. Il soldato lo vendica accoltellando Judson ma durante la lotta viene ferito e si rifugia a casa di Alma che provvede a curarlo. Sebbene Prew sia assente ingiustificato già da tre giorni, Warden decide di contarlo ugualmente "presente". Il giorno dopo avviene l'attacco di Pearl Harbor da parte dei giapponesi e Prew, nonostante le disperate suppliche di Alma, sceglie di rientrare al campo durante la notte per combattere, ma viene intravisto da una sentinella che purtroppo gli spara uccidendolo. Warden lo riconosce e mentre lamenta la sua testardaggine commenta ironicamente che il torneo di boxe è stato ormai annullato e lo loda dicendo che era un buon soldato, molto affezionato all'esercito.
Alla fine Karen e Alma, senza conoscersi, si ritrovano sulla nave per gli Stati Uniti d'America. Karen lancia in acqua due ghirlande di fiori dicendo che se si avvicinano alla riva significa che un giorno faranno ritorno, altrimenti non ritorneranno più. Alma replica che lei non ritornerà mai poiché lì ha perso il suo fidanzato. Sentendo nominare Prewitt, Karen ricorda le sue conversazioni con Warden e capisce chi è Alma. Silenziosa e con lo sguardo perso verso l'orizzonte, Alma rigira fra le mani un pezzo della tromba di Prew mentre le ghirlande si allontanano dalla nave fra le onde del mare.

## Produzione

### Riprese
Il film venne girato interamente alle Hawaii fra il 7 marzo e il 5 maggio 1953.

### Cast
Eli Wallach aveva ottenuto il ruolo di Angelo Maggio ma non raggiunse un accordo economico soddisfacente con il produttore che ripiegò così su Sinatra, il quale conquistò grazie a quel ruolo il premio Oscar.
James Jones che appare in un cameo non accreditato, è coautore del Re-Enlistement blues, una delle canzoni della colonna sonora.

## Distribuzione
Il film uscì negli Stati Uniti il 28 agosto 1953. In Italia arrivò nei cinema dall'8 ottobre 1954.

### Edizione in italiano
La censura italiana dell'epoca fece tagliare integralmente una sequenza particolarmente significativa, girata nel vicolo dietro al bordello, giudicandola troppo violenta; nella scena il soldato "Prew", durante una lotta, accoltella il sergente Judson per vendicare la morte dell'amico Angelo Maggio, restando poi ferito e conseguentemente disertando. Tutta la sequenza è rimasta perciò priva di doppiaggio: è visibile solo in lingua inglese.  

## Accoglienza
Resta memorabile nella storia del cinema il bacio nella risacca fra Deborah Kerr e Burt Lancaster, ritenuto secondo i canoni del tempo eccessivamente erotico.
Nel 1998 il film  è stato inserito al 52º posto tra i cento film americani più belli di tutti i tempi stilata da AFI, per poi non tornare in quella del 2007.
Nel 2002 è stato scelto per la conservazione nel National Film Registry della Biblioteca del Congresso degli Stati Uniti.

## Riconoscimenti
- 1954 - Premio Oscar
  - Miglior film a Buddy Adler
  - Miglior regista a Fred Zinnemann
  - Miglior attore non protagonista a Frank Sinatra
  - Miglior attrice non protagonista a Donna Reed
  - Miglior sceneggiatura non originale a Daniel Taradash
  - Miglior fotografia a Burnett Guffey
  - Miglior montaggio a William A. Lyon
  - Miglior sonoro a John P. Livadary
  - Candidatura al miglior attore a Montgomery Clift
  - Candidatura al miglior attore a Burt Lancaster
  - Candidatura alla miglior attrice a Deborah Kerr
  - Candidatura ai migliori costumi a Jean Louis
  - Candidatura alla miglior colonna sonora a Morris Stoloff e George Duning
- 1954 - Golden Globe
  - Miglior regista a Fred Zinnemann
  - Miglior attore non protagonista a Frank Sinatra
- 1954 - BAFTA
  - Candidatura al miglior film
- 1954 - Festival di Cannes
  - Premio Speciale a Fred Zinnemann
  - Candidatura alla Palma d'Oro a Fred Zinnemann
- 1953 - New York Film Critics Circle Awards
  - Miglior film
  - Miglior regista a Fred Zinnemann
  - Miglior attore protagonista a Burt Lancaster
- 1954 - Directors Guild of America
  - Migliori registi a Fred Zinnemann e Earl Bellamy
- 1954 - Writers Guild of America
  - Migliore sceneggiatura a Daniel Taradash
- 1953 - National Board of Review Awards
  - Migliori dieci film